# Maria Emília de Sousa
Maria Emília Guerreiro Neto de Sousa GOIH (São Bartolomeu de Messines, Silves, 14 de novembro de 1944) é uma política portuguesa.

## Biografia
Foi Presidente da Câmara Municipal de Almada, pela Coligação Democrática Unitária, de 1987 a 2013.
A 6 de Março de 1998 foi feita Grande-Oficial da Ordem do Infante D. Henrique.